# Agathodes minimalis
Agathodes minimalis là một loài bướm đêm trong họ Crambidae.